# Catephia striata
Catephia striata är en fjärilsart som beskrevs av George Francis Hampson 1902. Catephia striata ingår i släktet Catephia och familjen nattflyn. Inga underarter finns listade i Catalogue of Life.